# Пура Пенатаран Агунг Лемпуянг
Пура Пенатаран Агунг Лемпуянг е балийски хиндуистки храм (пура, pura), разположен в средната зона на склона на планината Лемпуянг в Карангасем, Бали, на надморска височина 600 m. Счита се за част от комплекс от храмове около планината (най-високоразположеният е на върха, 1175 m); комплексът е част от едно от шестте най-свещени места за поклонение на Бали – Sad Kahyangan Jagad или „шестте светилища на света“. 

## История на комплекса
Смята се, че създаването на места за поклонение около планината Лемпуянг предхожда повечето индуистки храмове на остров Бали. Храмовете на тази планина (представени от Пура Лемпуянг Лухур, най-високоразположеният от тях) се считат за част от един комплекс от храмове, който представлява Pura Sad Kahyangan Luhur Lempuyang. Храмовите групи се считат за част от Sad Kahyangan Jagad или „шестте светилища на света“, шестте най-свещени места за поклонение на Бали. Според вярванията на балийците те са централните точки на острова и имат за цел да осигурят духовен баланс на Бали. Храмовите групи на планината Лемпуянг също са една от групата храмове в Бали, известни като Pura Kahyangan Padma Bhuwana, от който всеки един маркира всяка една от осемте основни посоки. Pura Lempuyang Luhur представлява посоката на изток (purwa ) и белия цвят. Тази посока се свързва с владенията на балийския бог Исвара.
Пура Пенатаран Агунг Лемпуянг е реставриран през 2001 г.

## Оформление на храма
Пура Пенатаран Агунг Лемпуянг се намира на склона на планината Лемпуянг на 600 m н.в. Тази планина, известна още като Лемпуянг Лухур, е една от най-свещените природни точки в Бали. Цялата планина е разделена на три части, които съответстват на балийската космология. Основата на планината е известна като Санг Ананта Бхога и съответства на планината на Брахма, средната част на планината е известна като Санг Нага Басуких и съответства на планината на Вишну, докато върхът на планината е известен като Санг Нага Таксака и се счита за планината на Шива. Най-свещената точка на планината Лемпуянг е мястото, където е построен Пура Лемпуянг Лухур; Пура Пенатаран Агунг Лемпуянг (известен също като Pura Silawana Hyang Sar) се намира в средната част на планината, докато в основата на планината е построен Пура Далем Дасар Лемпуянг.
Пура Пенатаран Агунг Лемпуянг е ориентиран към върха на планината Лемпуянг. Храмовият комплекс е разделен на три области: външното светилище на храма (джаба писан или нистанинг мандала), средното светилище (джаба тенга или мадя мандала) и вътрешното основно светилище (джеро или утаманинг мандала).
Входът към външното светилище е маркиран с боядисана в бяло разцепена порта канди бентар. Няколко bale (балийски павилиони) са разположени във външното светилище, един от тях е правоъгълният bale gong („гонг павилион“), където се съхраняват гамеланите. В bale kulkul в същия двор е поставен ударният барабан за призоваване за молитва.
Входът към средното светилище е маркиран с три боядисани в бяло портала падуракса. Входът отляво се използва за влизане, докато входът отдясно се използва за изход. Централната врата обикновено е затворена и се отваря само по време на главния фестивал на пурата, например фестивала пиодалан, който се провежда два пъти годишно. Централният портал е мястото, където свещени предмети и дарения могат да преминават по време на фестивала. И трите стълбища, които водят до портали падуракса, са оградени с митични фигури на Нага. Скулптури, вдъхновени от епоса на Махабхарата, напр. Арджуна, Бима и Юдхистира, изпъстрят пейзажа на стълбището. На най-горното ниво от тях е статуята на Кришна, светската форма на Вишну.
Най-горното вътрешно светилище е най-свещеният двор на балийския храм. Дворът на Пура Пенатаран Агунг Лемпуянг включва няколко кули меру и светилища pelinggih, всяко посветено на различни богове и местни божества. Няколко светилища падмасана във формата на празни каменни тронове, всеки от които е посветен на най-висшия бог на индуисткия пантеон, напр. Санг Хианг Видх и боговете на Тримурти.

## Ритуал
Фестивалът piodalan или puja wali (годишнината на пура) се провежда веднъж на всеки 6 месеца всеки Waraspati (четвъртък) или един ден след фестивала Galungan.